# Moose (groupe)
Pour les articles homonymes, voir Moose.
Moose est un groupe de rock indépendant britannique, originaire de Londres, en Angleterre. Il est formé en 1990 par le chanteur Russell Yates et le guitariste Kevin McKillop. D'abord caractérisée par l'emploi de guitares saturées comme chez un grand nombre de groupes britanniques de cette période, entre autres Ride, Slowdive, ou encore The Boo Radleys, leur musique s'est par la suite enrichie de sonorités plus acoustiques et d'arrangements plus diversifiés.

## Biographie
Courtisés par divers labels sur la foi de ses premiers concerts Moose s'engagera finalement avec Hut Records (The Auteurs, Drop Nineteens) en 1991. Le style musical de Moose à l'époque de leurs trois premiers EP, produits par Guy Fixsen (plus connu pour avoir produit My Bloody Valentine et The Breeders), peut être rattachée au courant shoegazing. Ce terme viendrait d'ailleurs de l'habitude prise par Russell Yates de scotcher les paroles de ses chansons à même la scène lors des concerts, ce qui accentuait encore une attitude statique et renfermée.
Le travail de Mitch Easter, également producteur du groupe américain R.E.M., et l'apport d'instruments à cordes, de claviers et divers instruments à vent sur l'album …XYZ leur ont permis de faire ressortir pour la première fois les influences de musiciens des années soixante comme Arthur Lee, Fred Neil, dont ils reprennent le Everybody's Talkin', ou Tim Buckley. Néanmoins Hut se séparera bientôt du groupe, les ventes du premier album étant jugées insuffisantes. Jeremy Tishler et Damien Warburton sont par la suite remplacés par Richard Thomas (batterie) et Lincoln Fong (basse), dont le frère Russell (guitare) viendra également épauler le groupe.
Moose auto-produira le single Liquid Make-up, contenant l'un de leurs morceaux les plus emblématiques, I Wanted to See You (to See if I Wanted You), avant de signer un nouveau contrat avec le label Play It Again, Sam, qui leur permettra de publier les deux albums suivants en 1994 et 1996. Bien reçus par la presse, les disques de Moose n'obtiendront pourtant qu'un succès d'estime auprès du public. Le groupe devra même attendre l'an 2000 avant de pouvoir sortir un dernier album, produit par Brian O'Shaughnessy (Denim, The Clientele) et publié par Nickel & Dimes au Royaume-Uni et Saltwater Records aux États-Unis.

### Projets parallèles
Chris Acland, batteur du groupe Lush, a parfois remplacé Damien Warburton lors de concerts de Moose, avant que celui-ci quitte le groupe. Le guitariste de Stereolab, Tim Gane, apparaissant lui aussi à l'occasion. Il a d'ailleurs pris part à l'enregistrement des EP Cool Breeze et Reprise en 1991, alors que sa comparse Laetitia Sadier contribuait à la première session de Moose enregistrée la même année pour la célèbre émission du programmateur radio John Peel. Les chanteuses Delores O'Riordan des Cranberries, puis Elizabeth Fraser des Cocteau Twins, Alexandra Pavlou de Spring, et Claire Lemmon de Sidi Bou Said, et enfin Miki Berenyi de Lush seront également créditées respectivement sur les albums …XYZ, Live a Little, Love a Lot et High Ball Me!.
Yates et McKillop ont joué avec Stereolab et See See Rider ; Lincoln Fong a pour sa part travaillé avec les Cocteau Twins depuis les années 1980 en tant que musicien et ingénieur du son, tandis que son frère, luthier de son état, a façonné les guitares de Robin Guthrie.

## Membres
- Russell Yates - chant
- Kevin McKillop - guitare
- Jeremy Tishler - basse
- Damien Warburton - batterie

## Discographie

### Albums studio
- 1992 : …XYZ (Hut Records)
- 1994 : Honey Bee (Play It Again Sam)
- 1996 : Live a Little, Love a Lot (Play It Again Sam)
- 2000 : High Ball Me! (Nickel & Dimes)

### EP
- 1991 : Jack (Hut Records)
- 1991 : Cool Breeze (Hut Records)
- 1991 : Reprise (Hut Records)
- 1991 : Sonny and Sam, (Hut Records)
- 1992 : Little Bird (Are You Happy in Your Cage?) (Hut Records)
- 1993 : Liquid Make-up (1993, Liquid)
- 1994 : Uptown (Play It Again Sam)
- 1994 : Bang Bang (Play It Again Sam)
- 1994 : Baby It's Over (Saltwater Records)